# Nottinghamshire Senior League
Nottinghamshire Senior League là một giải đấu bóng đá Anh nằm ở cấp độ 11 của Hệ thống các giải bóng đá ở Anh và góp đội cho Northern Counties East League Division One và East Midlands Counties League. Giải đấu gồm 3 hạng đấu: Senior Division,  Division One và Division Two, với các câu lạc bộ đã từng chơi ở Nottinghamshire Football Alliance trước khi giải đấu thành lập trong mùa giải 2004–05. Giải đấu được tài trợ bởi Precision Training từ năm  2006, còn trước đó thì Uhlsport là nhà tài trợ đầu tiên của giải đấu.

## Các Câu lạc bộ mùa giải 2014–15
| - Attenborough - Awsworth Villa - Beeston - Bilborough Town - Bingham Town - Boots Athletic - Burton Joyce - Cotgrave - FC Cavaliers - Keyworth United - Kirton Brickworks - Ruddington Village - Sandhurst - Selston - Underwood Villa - West Bridgford - Wollaton | - Ashland Rovers - Awsworth Villa Dự bị - Gedling Southbank - Hucknall Rolls Leisure Dự bị - Kimberley Miners Welfare Dự bị - Linby Colliery Welfare Dự bị - Magdala Amateurs - Netherfield Albion - Newark Flowserve - Nottinghamshire - Radcliffe Olympic Dự bị - Ruddington Village Dự bị - South Normanton Athletic Dự bị - Southwell City Dự bị - Wollaton Dự bị | - AFC Clifton - Ashland Rovers Dự bị - Aspley Park - Bilborough Town Dự bị - Bilborough United - Calverton Miners Welfare - Cotgrave Dự bị - FC Samba - Keyworth United Dự bị - Kimberley Miners Welfare 'A' - Newark Town Dự bị - Nottinghamshire Dự bị - Sandhurst Dự bị - Underwood Villa Dự bị - Watnall Athletic |

## Các nhà vô địch
| Mùa giải | Senior Division     | Division One           | Division Two                     | League Cup Senior Section | League Cup Reserve Section     |
| -------- | ------------------- | ---------------------- | -------------------------------- | ------------------------- | ------------------------------ |
| 2004–05  | Wollaton            | Boots Athletic Dự bị   | N/A                              | Wollaton                  | Attenborough Dự bị             |
| 2005–06  | Wollaton            | Wollaton Dự bị         | N/A                              | Clifton                   | Boots Athletic Dự bị           |
| 2006–07  | Cotgrave Welfare    | Clifton Dự bị          | N/A                              | Caribbean Cavaliers       | Boots Athletic Dự bị           |
| 2007–08  | Caribbean Cavaliers | Hucknall Rolls Leisure | N/A                              | Caribbean Cavaliers       | Wollaton Dự bị                 |
| 2008–09  | Bilborough Pelican  | Bulwell                | Calverton Miners Welfare Academy | Wollaton                  | Greenwood Meadows Dự bị        |
| 2009–10  | Clifton             | Wollaton Dự bị         | Vernon Villa                     | Caribbean Cavaliers       | Carlton Town Colts             |
| 2010–11  | Boots Athletic      | Ruddington Village     | Southwell St. Mary's             | Boots Athletic            | Cotgrave Welfare Dự bị         |
| 2011–12  | Bulwell             | Carlton Town Academy   | Burton Joyce                     | Bulwell                   | Carlton Town Academy           |
| 2012–13  | Bulwell             | Beeston                | Clifton Dự bị                    | Bulwell                   | Wollaton Dự bị                 |
| 2013–14  | Selston             | Kirton Brickworks      | Moorgreen                        | Hucknall Rolls Leisure    | Linby Colliery Welfare Dự bị   |
| 2014–15  | Wollaton            | Underwood Villa        | Kimberley Miners Welfare AFC     | Wollaton                  | Kimberley Miners Welfare Dự bị |